# 3595 Gallagher
3595 Gallagher è un asteroide della fascia principale. Scoperto nel 1985, presenta un'orbita caratterizzata da un semiasse maggiore pari a 2,6633195 UA e da un'eccentricità di 0,1233745, inclinata di 2,79759° rispetto all'eclittica.